# Solonaima solonaima
Solonaima solonaima är en insektsart som beskrevs av George Willis Kirkaldy 1906. Solonaima solonaima ingår i släktet Solonaima och familjen kilstritar. Inga underarter finns listade i Catalogue of Life.